# Lista volumelor publicate în Seria științifică fantastică / Colecția Fantastic Club

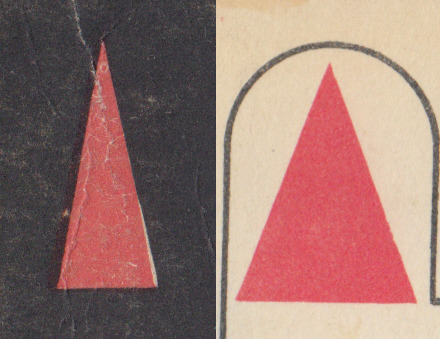
Simbolurile colecției. În stânga simbolul Seriei științifice fantastice

Seria științifică fantastică (simbol: „Triunghiul isoscel”, în general de culoare roșie) de la Editura Tineretului / Editura Albatros a apărut în perioada 1966–1971 în vechea prezentare grafică. Noua prezentare grafică apare în anul 1971 cu o nouă denumire: Colecția Fantastic Club și continuă vechea prezentare grafică. Dedicată în principal publicării autorilor români, printre care se numără Felix Aderca, Horia Aramă, Camil Baciu, Victor Kernbach, Romulus Bărbulescu, George Anania, Vladimir Colin sau Ion Hobana, colecția a adus în atenția cititorilor din România și autori străini. Aceștia au aparținut filonului anglo-saxon, cum e cazul lui H. G. Wells, Ray Bradbury, Edgar Rice Burroughs sau A. E. van Vogt, sau SF-ului european, din rândul acestora din urmă remarcându-se Stanislaw Lem și Gérard Klein. În anii '80 colecția și-a redus ritmul aparițiilor la unu-două volume pe an, încetându-și existența după căderea comunismului.
În continuare este prezentată lista volumelor publicate în Seria științifică fantastică / Colecția Fantastic Club:

## 1966–1990
Între anii 1966 și 1971 au fost publicate 61 de volume ale Seriei științifice fantastice în vechea prezentare grafică, iar între anii 1971 și 1990 au fost publicate alte 62 de volume ale Colecției Fantastic Club, în noua prezentare grafică, acestea fiind o continuare a seriei vechi. Cele două prezentări grafice nu au fost numerotate.
| Autor(i)                            | Titlu                                        | Titlu original                            | Traducător(i)                        | Anul apariției | Note / Ref.                                              |
| ----------------------------------- | -------------------------------------------- | ----------------------------------------- | ------------------------------------ | -------------- | -------------------------------------------------------- |
| Felix Aderca                        | Orașele scufundate                           | -                                         | -                                    | 1966           | Seria științifică fantastică (vechea prezentare grafică) |
| Horia Aramă                         | Moartea păsării-săgeată                      | -                                         | -                                    | 1966           |                                                          |
| Camil Baciu                         | Mașina destinului                            | -                                         | -                                    | 1966           |                                                          |
| Victor Kernbach                     | Umbra timpului                               | -                                         | -                                    | 1966           |                                                          |
| Arthur Conan Doyle                  | Aventurile profesorului Challenger           | Professor Challenger                      | Otilia Cazimir și Rodica Nenciulescu | 1966           |                                                          |
| Eduard Jurist                       | Mister la -179° C                            | -                                         | -                                    | 1966           |                                                          |
| Mircea Opriță                       | Întîlnire cu Meduza                          | -                                         | -                                    | 1966           |                                                          |
| -                                   | Enigma Văii Albe                             | Загадката на бялата долина                | Victor Kernbach, Mihail Magiari      | 1967           | Povestiri științifico-fantastice bulgare                 |
| -                                   | Formula nemuririi                            | Формула бессмертия                        | Igor Block                           | 1967           | Povestiri științifico-fantastice sovietice               |
| George Anania, Romulus Bărbulescu   | Statuia șarpelui                             | -                                         | -                                    | 1967           |                                                          |
| Mihu Dragomir                       | Pe lungimea de undă a Cosmosului (antologie) | -                                         | -                                    | 1967           | Tradusă și în limba rusă                                 |
| Horia Aramă                         | Cosmonautul cel trist                        | -                                         | -                                    | 1967           |                                                          |
| Isaac Asimov                        | Eu, robotul                                  | I, Robot                                  | Dana Crivăț                          | 1967           |                                                          |
| Karel Čapek                         | Krakatit                                     | Krakatit                                  | Jean Grosu                           | 1967           |                                                          |
| Cecilia Dudu                        | Scarabeul lui Rașid                          | -                                         | -                                    | 1967           |                                                          |
| Victor Kernbach                     | Povestiri ciudate                            | -                                         | -                                    | 1967           |                                                          |
| Florin Petrescu                     | Lacul suspendat                              | -                                         | -                                    | 1967           |                                                          |
| Leonid Petrescu                     | Nu căutați eroul!                            | -                                         | -                                    | 1967           |                                                          |
| George Ricus                        | Hoțul de paratrăsnete                        | -                                         | -                                    | 1967           |                                                          |
| Jules Verne                         | Castelul din Carpați                         | Le château des Carpathes                  | Vladimir Colin                       | 1967           |                                                          |
| Jules Verne                         | Uimitoarea aventură a misiunii Barsac        | L'étonnante aventure de la mission Barsac | Gellu Naum                           | 1967           |                                                          |
| Camil Baciu                         | Grădina zeilor                               | -                                         | -                                    | 1968           |                                                          |
| Mioara Cremene                      | Mărirea și decăderea planetei Globus         | -                                         | -                                    | 1968           |                                                          |
| Constantin Cubleșan                 | Nepăsătoarele stele                          | -                                         | -                                    | 1968           |                                                          |
| Mihu Dragomir                       | Povestiri deocamdată fantastice              | -                                         | -                                    | 1968           |                                                          |
| Sergiu Fărcășan                     | Mașina de rupt prieteniile                   | -                                         | -                                    | 1968           |                                                          |
| John Elliot, Fred Hoyle             | A de la Andromeda                            | A For Andromeda                           | Maia Belciu și Dan Hurmuzescu        | 1968           |                                                          |
| Victor Kernbach                     | Luntrea sublimă                              | -                                         | -                                    | 1968           |                                                          |
| Radu Nor                            | Brîul albastru                               | -                                         | -                                    | 1968           |                                                          |
| Edgar Allan Poe                     | Mellonta Tauta                               | Mellonta Tauta                            | Petre Solomon                        | 1968           |                                                          |
| Angelo Ritig                        | O trezire neobișnuită                        | Sasvim neobično budenje                   | Nicolae Mărgeanu și Victoria Frîncu  | 1968           |                                                          |
| Mircea Șerbănescu                   | Uluitoarea transmigrație                     | -                                         | -                                    | 1968           |                                                          |
| Radu Theodoru                       | Taina recifului                              | -                                         | -                                    | 1968           |                                                          |
| Dumitru Todericiu                   | Aventură în adînc                            | -                                         | -                                    | 1968           |                                                          |
| A. N. Tolstoi                       | Aelita                                       | Аэлита                                    | Radu Tudoran, Andrei Ivanovski       | 1968           |                                                          |
| Jules Verne                         | 20.000 de leghe sub mări                     | Vingt mille lieues sous les mers          | Lucia Donea Sadoveanu, Gellu Naum    | 1968           |                                                          |
| Jules Verne                         | Cele cinci sute de milioane ale Begumei      | Les cinq cents millions de la Bégum       | Ion Hobana                           | 1968           |                                                          |
| George Anania, Romulus Bărbulescu   | Ferma oamenilor de piatră                    | -                                         | -                                    | 1969           |                                                          |
| Victor Bîrlădeanu                   | Operația "Psycho"                            | -                                         | -                                    | 1969           |                                                          |
| Dino Buzzati                        | Marele portret                               | Il grande ritratto                        | Cornel Mihai Ionescu                 | 1969           |                                                          |
| Miguel Collazo                      | Cartea fantastică a lui Oaj                  | El libro fantástico de Oaj                | Irina Runcan                         | 1969           |                                                          |
| Alexandru Forje                     | Contrainfinit                                | -                                         | -                                    | 1969           |                                                          |
| Ion Hobana                          | Vîrsta de aur a anticipației românești       | -                                         | -                                    | 1969           |                                                          |
| Josef Nesvadba                      | Idiotul din Xeenemuende                      | Blbec z Xeenemünde                        | Sanda Apostolescu                    | 1969           |                                                          |
| Gheorghe Săsărman                   | Oracolul                                     | -                                         | -                                    | 1969           |                                                          |
| Jules Verne                         | Șarpele de mare                              | Les histoires de Jean-Marie Cabidoulin    | Ion Hobana                           | 1969           | Ultima carte apărută la Editura Tineretului              |
| Voicu Bugariu                       | Vocile vikingilor                            | -                                         | -                                    | 1970           | Editura Albatros                                         |
| Philippe Curval                     | Un pic de neant                              | Un soupçon de néant                       | Vladimir Colin                       | 1970           | Antologie de SF franceză contemporană                    |
| Dorel Dorian                        | Ficțiuni pentru revolver și orchestră        | -                                         | -                                    | 1970           | Editura Albatros                                         |
| Cecilia Dudu                        | Coniac "3 secole"                            | -                                         | -                                    | 1970           | Editura Albatros                                         |
| Radu Theodoru                       | Regina de abanos                             | -                                         | -                                    | 1970           | Editura Albatros                                         |
| George Ricus                        | O viață aparte                               | -                                         | -                                    | 1970           | Editura Albatros                                         |
| Mircea Opriță                       | Argonautica                                  | -                                         | -                                    | 1970           | Editura Albatros                                         |
| Jules Verne                         | Robur Cuceritorul                            | Robur le Conquérant                       | Ovidiu Constantinescu                | 1970           | Editura Albatros                                         |
| Radu Nor                            | Mister în zece ipostaze                      | -                                         | -                                    | 1971           | Editura Albatros                                         |
| Miron Scorobete                     | Femeia venită de sus                         | -                                         | -                                    | 1971           | Editura Albatros                                         |
| H. G. Wells                         | Omul invizibil                               | The Invisible Man                         | Antoaneta Ralian                     | 1971           | Fantastic Club (noua prezentare grafică)                 |
| Vladimir Savcenko                   | Uluitoarea descoperire a lui V. V. Krivoșein | Открытие себя                             | George Iaru                          | 1971           |                                                          |
| Horia Aramă                         | Țărmul interzis                              |                                           |                                      | 1972           |                                                          |
| Mircea Șerbănescu                   | Misterioasa sirenă                           | -                                         | -                                    | 1972           |                                                          |
| Ovidiu Șurianu                      | Întâlnire cu Hebe                            | -                                         |                                      | 1972           |                                                          |
| Victor Bîrlădeanu                   | Exilatul din Planetopolis                    | -                                         | -                                    | 1972           |                                                          |
| Mihnea Moisescu                     | Glasul din pulberea aurie                    |                                           |                                      | 1972           |                                                          |
| Gérard Klein                        | Planeta cu șapte măști                       | -                                         | Vladimir Colin                       | 1973           |                                                          |
| Vladimir Colin                      | Capcanele timpului                           | -                                         | -                                    | 1972           |                                                          |
| Gianfranco de Turris și Ion Hobana  | Fantascienza. Povestiri italiene             | -                                         | Ion Hobana                           | 1973           |                                                          |
| Leonida Neamțu                      | Blondul împotriva umbrei sale                | -                                         | -                                    | 1973           |                                                          |
| Mary W. Shelley                     | Frankenstein sau Prometeul modern            | Frankenstein; or, The Modern Prometheus   | Adriana Călinescu                    | 1973           |                                                          |
| Voicu Bugariu                       | Sfera                                        | -                                         | -                                    | 1973           |                                                          |
| Edgar Rice Burroughs                | Tărâmul uitat de timp                        | The Land That Time Forgot                 | Petre Solomon                        | 1973           |                                                          |
| Mircea Opriță                       | Nopțile memoriei                             | -                                         | -                                    | 1973           |                                                          |
| George Anania Romulus Bărbulescu    | Paralela enigmă                              |                                           |                                      | 1973           |                                                          |
| Adrian Rogoz                        | Prețul secant al genunii                     | -                                         | -                                    | 1974           |                                                          |
| Constantin Cubleșan                 | Iarba cerului                                | -                                         | -                                    | 1974           |                                                          |
| Joseph-Henri Rosny ainé             | Navigatorii infinitului                      | Les Navigateurs de l'infini               | Ion Hobana                           | 1974           |                                                          |
| Ray Bradbury                        | Aici sunt tigri                              | R Is for Rocket                           | Petre Solomon                        | 1974           |                                                          |
| Rodica Ojog - Brașoveanu            | Minerva se dezlănțuie                        |                                           |                                      | 1974           |                                                          |
| Mihnea Moisescu                     | Întoarcere pe țărmul dispărut                | -                                         | -                                    | 1975           |                                                          |
| Radu Theodoru                       | Țara făgăduinței                             | -                                         | -                                    | 1975           |                                                          |
| Vladimir Colin                      | Dinții lui Cronos                            | -                                         | -                                    | 1975           |                                                          |
| ***                                 | Oameni și stele                              | -                                         | -                                    | 1975           |                                                          |
| André Maurois                       | Mașina de citit gândurile                    | La machine à lire les pensées             | Sanda Râpeanu și Ruxandra Soroiu     | 1973           |                                                          |
| Georgina Viorica Rogoz              | Anotimpul sirenelor                          | -                                         | -                                    | 1975           |                                                          |
| Karinthy Frigyes                    | Moartea hipnotică                            | A delejes halál                           | Costache Anton și Eugen Hadai        | 1975           |                                                          |
| Horia Aramă                         | Verde Aixa                                   | -                                         | -                                    | 1976           |                                                          |
| Miron Scorobete                     | Crâncena luptă dintre ”Ate” și ”Abile”       | -                                         | -                                    | 1976           |                                                          |
| Stanislaw Lem                       | Ciberiada                                    | Cyberiada                                 | Mihai Mitu                           | 1976           |                                                          |
| Doru Davidovici                     | Zeița de oricalc                             | -                                         | -                                    | 1976           |                                                          |
| Romulus Bărbulescu și George Anania | Șarpele blând al infinitului                 | -                                         | -                                    | 1977           |                                                          |
| Victor Bîrlădeanu                   | Gheața de foc                                | -                                         | -                                    | 1977           |                                                          |
| A. E. van Vogt                      | Odiseea navei ”Space Beagle”                 | The Voyage of the Space Beagle            | T. Solomon                           | 1978           |                                                          |
| Corneliu Omescu                     | Planeta fără memorie                         | -                                         | -                                    | 1978           |                                                          |
| Vladimir Colin                      | Babel                                        | -                                         | -                                    | 1978           |                                                          |
| Constantin Cubleșan                 | Paradoxala întoarcere                        | -                                         | -                                    | 1978           |                                                          |
| Gheorghe Săsărman                   | Himera                                       | -                                         | -                                    | 1979           |                                                          |
| Günther Krupkat                     | Nabou                                        | Nabou                                     | Florin Manolescu                     | 1979           |                                                          |
| ***                                 | Regele visurilor                             | -                                         | -                                    | 1980           |                                                          |
| Mircea Opriță                       | Semnul licornului                            | -                                         | -                                    | 1980           |                                                          |
| Tudor Negoiță                       | Verificați ipoteza Nessus!                   | -                                         | -                                    | 1980           |                                                          |
| George Anania                       | Test de fiabilitate                          | -                                         | -                                    | 1981           |                                                          |
| Mihail Grămescu                     | Aporisticon                                  | -                                         | -                                    | 1981           |                                                          |
| Romulus Dinu                        | ...dintr-o lume congelată                    | -                                         | -                                    | 1981           |                                                          |
| Voicu Bugariu                       | Lumea lui Als Ob                             | -                                         | -                                    | 1981           |                                                          |
| Sorin Ștefănescu                    | Zee                                          | -                                         | -                                    | 1982           |                                                          |
| Liuben Dilov                        | Drumul lui Icar                              | Пътят на Икар                             | Tiberiu Iovan                        | 1983           |                                                          |
| Lucian Ionică                       | Ziua confuză                                 | -                                         | -                                    | 1983           |                                                          |
| Romulus Bărbulescu                  | Catharsis                                    | -                                         | -                                    | 1983           |                                                          |
| Alexandru Ungureanu                 | Marele prag                                  | -                                         | -                                    | 1984           |                                                          |
| Gheorghe Păun                       | Sfera paralelă                               | -                                         | -                                    | 1984           |                                                          |
| Laurențiu Cerneț                    | Salt în mâine                                | -                                         | -                                    | 1984           |                                                          |
| Leonard Oprea                       | Domenii interzise                            | -                                         | -                                    | 1984           |                                                          |
| Editor: Constantina Paligora        | Avertisment pentru liniștea planetei         | -                                         | -                                    | 1985           |                                                          |
| Rodica Bretin                       | Efect holografic                             | -                                         | -                                    | 1985           |                                                          |
| Tudor Negoiță                       | Cutia Pandorei                               | -                                         | -                                    | 1986           |                                                          |
| Victor Kernbach                     | Vacanțele secrete                            | -                                         | -                                    | 1987           |                                                          |
| Cristian Tudor Popescu              | Planetarium                                  |                                           |                                      | 1987           |                                                          |
| Ion Hobana                          | Un fel de spațiu                             | -                                         | -                                    | 1988           |                                                          |
| Editor: Lucian Hanu                 | La orizont această constelație               | -                                         | -                                    | 1990           |                                                          |